# Campeonato Uruguaio de Futebol de 1934
O Campeonato Uruguaio da Primeira Divisão de 1934 foi a 31.ª edição do Primera División, competição de clubes de futebol equivalente à primeira divisão do futebol uruguaio e a 3.ª como profissional.
Assim como em 1932 e 1933, a edição de 1934 foi disputada em três turnos e por sistema de pontos corridos, envolvendo os dez clubes profissionais da época: Nacional, Peñarol, Wanderers, Rampla Juniors, Defensor, Central, Racing, Sud América, Bella Vista e o River Plate. O primeiro e o último turno do campeonato foram disputados no formato de mandante e visitante, enquanto o segundo foi um "turno neutro". O torneio começou em 30 de junho de 1934 e terminou em abril de 1935.
O Nacional conquistou o campeonato e se consagrou bicampeão uruguaio. O Peñarol ficou com o vice-campeonato. O título foi confirmado na antepenúltima rodada. No sábado, 13 de abril de 1935, o Nacional goleou o Rampla Juniors por 4–0. No dia seguinte, Wanderers e Peñarol empataram em 2–2, resultado que confirmou matematicamente o Nacional como campeão uruguaio da temporada de 1934.